# Bathyraja magellanica
Bathyraja magellanica är en rockeart som först beskrevs av Philippi 1902.  Bathyraja magellanica ingår i släktet Bathyraja och familjen egentliga rockor. IUCN kategoriserar arten globalt som otillräckligt studerad. Inga underarter finns listade.

## Bildgalleri

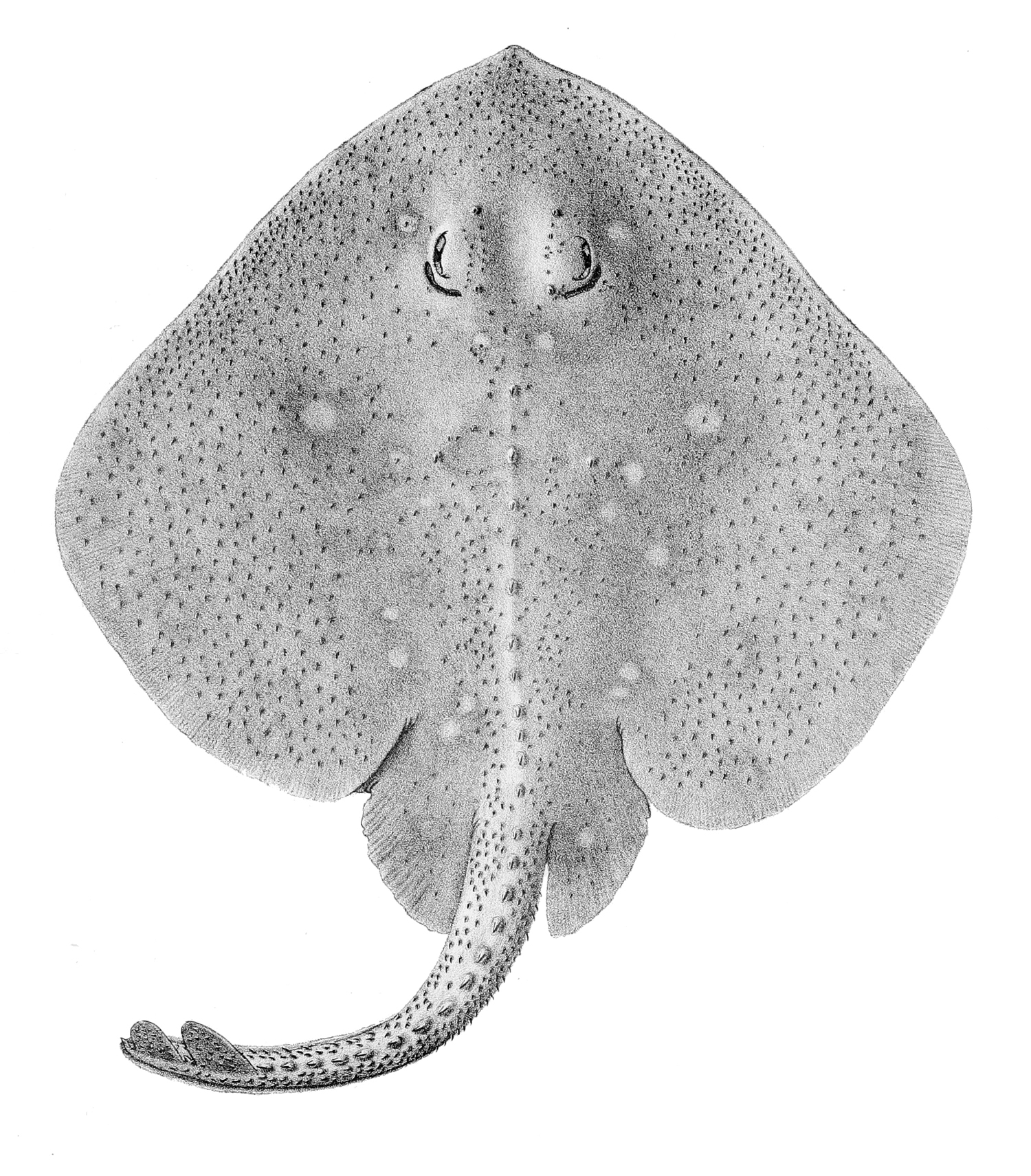